# 1116
1116 (MCXVI) var ett normalår som började en lördag i den julianska kalendern.

## Händelser

### Okänt datum
- Stefan II efterträder sin far Koloman som kung av Ungern.
- Den moderna boken uppfinns i Kina.

## Födda
- Berengaria av Barcelona, drottning av Kastilien och León och kejsarinna av Spanien.
- Ly Than Tong, vietnamesisk kejsare.

## Avlidna
- 3 februari – Koloman av Ungern.
- Jimena Díaz, regent i Valencia.